# 王徽妃 (明世宗)
王徽妃，名失考。錦衣衛帶俸正千戶王受之女，明朝明世宗朱厚熜之妃，生皇次女思柔公主朱福媛。

## 生平
王氏的出生時間不詳。嘉靖十六年四月十一日，王氏之父王受因王氏被選入掖庭而被授為錦衣衞帶俸正千戶，四月十七日，嘉靖帝降旨稱在四月二十三日正式冊封王氏為徽嬪。嘉靖十七年正月十四日，王徽嬪生皇次女思柔公主朱福媛。嘉靖十九年正月初六日，嘉靖帝傷嘆閻貴妃之薨，下詔表示本月十日告廟冊封「諸妃嬪曾出皇子及皇女者」，正月初十日，晉封徽嬪王氏為徽妃。嘉靖三十年七月初八日，賜錦衣衛帶俸正千戶王受之父王清與王受之母趙氏祭葬，給銀五百三十兩。萬曆五年九月初四日，王徽妃薨逝，萬曆帝輟朝二日。王徽妃去世後葬於金山峯峪口。《太常續考》稱德妃張氏、徽妃王氏、莊嬪王氏、惠嬪韋氏、常嬪陳氏、常嬪李氏、裕嬪王氏七人各為一墓